# 刻耳柏洛斯

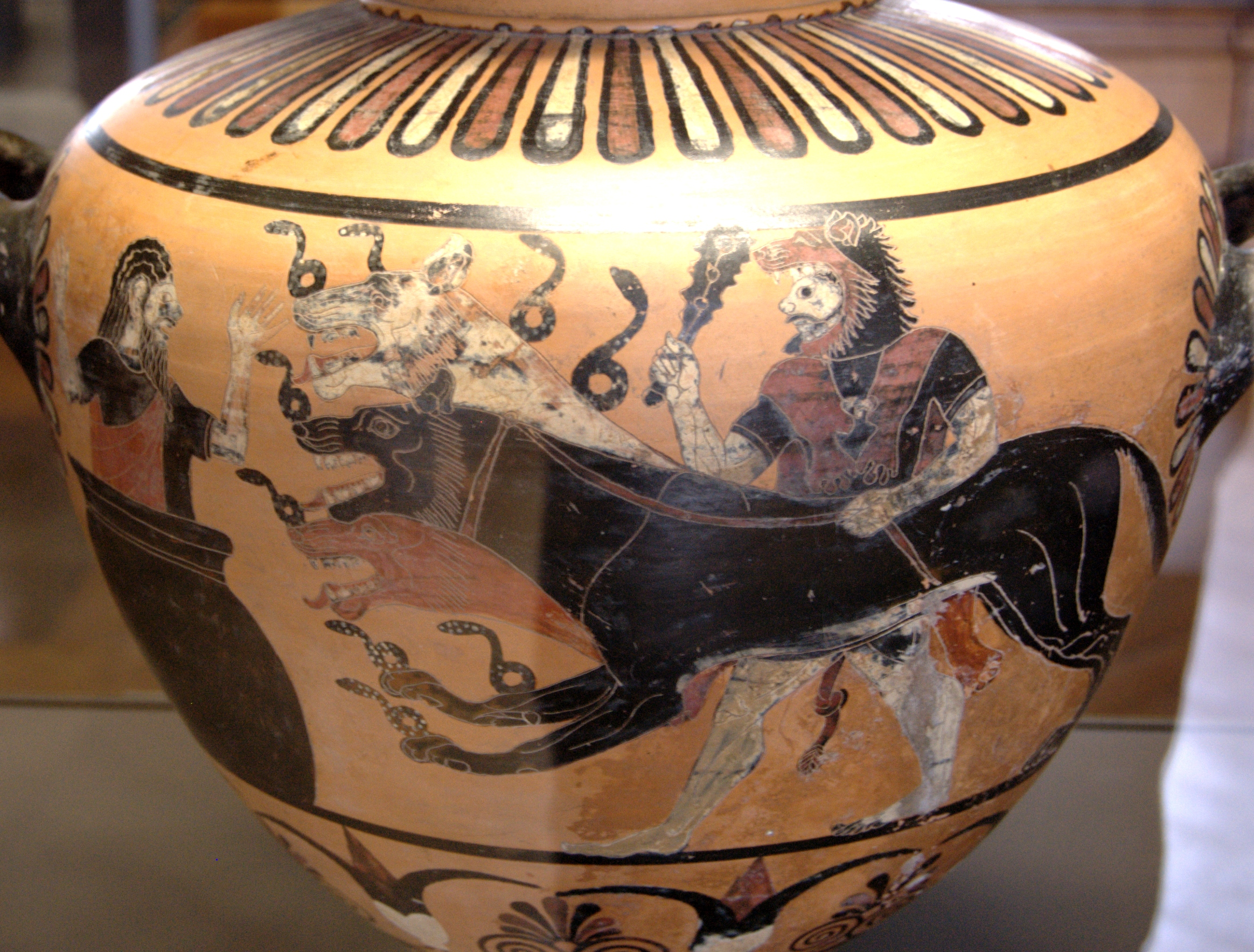
刻耳柏洛斯

刻耳柏洛斯（Kerberos，[ˈkerberos]，/ˈsɜːrbərəs/），也译为塞伯拉斯、色柏洛斯，希腊神话中看守冥界入口的看門犬，所以也譯為地獄犬。赫西俄德在《神谱》中說此犬有50个头，而后来的一些艺术作品则大多表现它有3个头（可能是为了便于雕刻所致）；因此在漢語語境裡（尤其是通俗文化中）也常称这怪物为地獄三頭犬。其名在古希腊语中沒有確定的意思，有一說為“斑點”，也有一說為“黑暗中的恶魔”。

## 传说

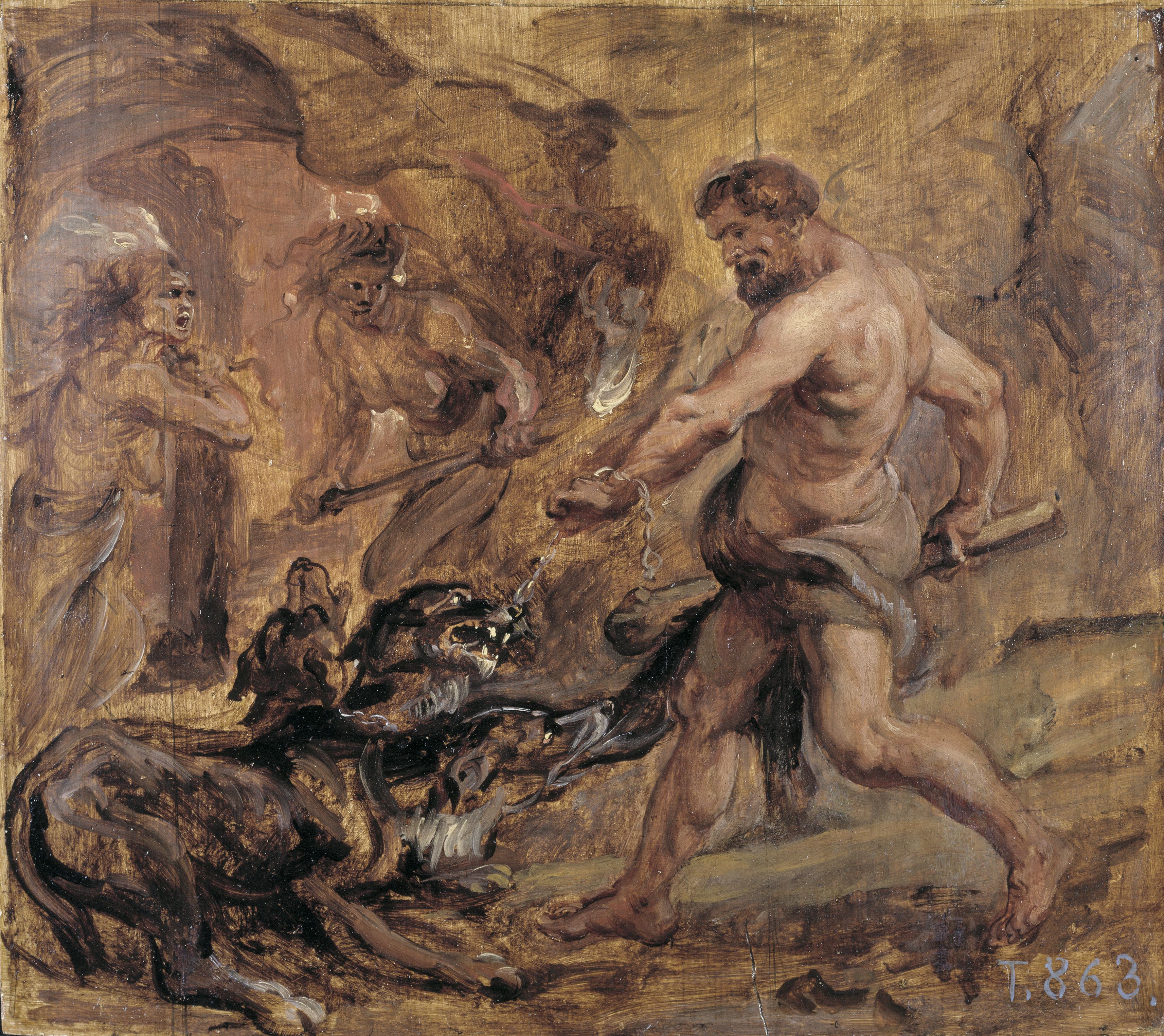
《赫拉克勒斯和刻耳柏洛斯》，鲁本斯，1636

按照傳統說法，刻耳柏洛斯为眾妖之祖堤丰與蛇身女怪厄客德娜所生。这怪物的外形凶恶可怕：它有许多个頭，還長著蛇的尾巴，脖子上也盤繞著毒蛇。刻耳柏洛斯在被海克力士從冥界給带到地上時，它在狂吠時從嘴里喷出毒液產處生出烏頭属植物（奥维德在《變形記》裡描寫，美狄亞用烏頭的汁液製成毒劑）。
刻耳柏洛斯住在冥河岸邊（在希臘神話中，死人在進入冥界時要先乘坐卡戎划的船渡渡冥河），為冥王黑帝斯看守冥界的大門。刻耳柏洛斯允許每一個死者的靈魂進入冥界，但不讓任何人出去（同時也不允許活人出入）。因此在希腊神话與羅馬神話中只有寥寥數人從冥界生還。當中包括：
- 阿耳戈船英雄中的俄耳甫斯，他为了把亡妻從冥界带回而進入地府用琴聲使刻耳柏洛斯入睡，因而得以走入冥界。
- 特洛伊英雄埃涅阿斯为了解自己的命运而下冥界时，库迈的西彼拉（一个女先知）诱使刻耳柏洛斯吃下含有催眠草的饼時昏睡过去（维吉尔，《埃涅阿斯纪》）；
- 不过最有名的还要数海克力士，他奉歐律斯透斯之命把刻耳柏洛斯從冥界抓了出来，後来又按照歐律斯透斯的命令把它放回。活捉刻耳柏洛斯是海克力士的十二项功绩之一。

另外，奥林匹斯十二主神中的赫耳墨斯曾用冥河的河水使刻耳柏洛斯入睡；在一个著名的关于爱神厄罗斯的故事中，厄罗斯的情人賽姬也曾用含有催眠药的饼使刻耳柏洛斯昏睡过去（阿普列尤斯，《金驴记》）。
古希腊人有在死者的棺材里放一块蜜饼的习俗，据说就是为了讨好刻耳柏洛斯，他们希望死人可以把这块饼送给恶犬。
在意大利南部库迈地方对一座古代神殿（供奉哈得斯和珀耳塞福涅）的考古发掘中，考古学家发现神殿入口旁的墙上有用于拴狗的铁链。这些狗在古代可能是用来代表刻耳柏洛斯的。
在惡魔學中被視為在所羅門七十二柱魔神中排第24位的魔神納貝流士的原型。

## 大眾文化
- 戰鬥陀螺 鋼鐵奇兵的戰鬥陀螺地獄魔犬 BD145DS（地獄犬座）
- 聖鬥士星矢中從屬冥王 黑帝斯的冥界看門犬刻耳柏洛斯
- 哈利波特神祕魔法石中的三頭犬毛毛
- 靈異教師神眉裡的地獄三頭犬
- 空戰奇兵0：貝爾卡戰爭裡主角所屬中隊的圖騰
- 鬼燈的冷徹裡的地獄三頭犬
- 地獄三頭犬的日常的刻耳柏洛斯
- 海賊王的地獄三頭犬
- 神魔之塔的封印卡No.852
- 幻想神域的源神賽伯拉斯
- 庫洛魔法使的小可（可魯貝洛斯，Cerberus）
- 闇影詩章的傳說卡凱爾貝洛斯
- 魔動王的九大邪動神中的ケルベーダ,原型只有兩個頭,變形之後成為三個頭
- 明日方舟的六星術士幹員，寫作「刻俄柏」
- Helltaker 三人的惡魔 賽伯洛斯
- 金田一少年之事件簿的《魔犬森林殺人事件》單元，兇手的代號
- 動物朋友中獸娘化的三頭犬刻耳柏洛斯
- PROJECT SCARD中的Scard，甲斐大和的紋身(刻耳柏洛斯)能力
- 彩虹社中的虚拟主播戌亥床（日语：戌亥とこ）
- 巴哈姆特之怒的女惡魔克兒佩洛斯（日语：喜多村英梨ケルベロス）
- 黑帝斯 (遊戲)裡的刻耳柏洛斯
- 偵探已經，死了。SPES的改造人代號
- 惡魔獵人3代.5代的地獄三頭犬
- 最近的偵探真沒用的一隻無名流浪貓，為牠命名者是中西真白

## 资料来源
- 克爾柏洛斯 Cerberus （页面存档备份，存于），《世界神话辞典》，辽宁人民出版社，ISBN 7-205-00960-X
- 《神话辞典》，（苏联）M·H·鲍特文尼克等，统一书号：2017·304